# JUNET (CP/J)
JUNET – polecenie nierezydentne systemu CP/J, zlecające uruchomienie programu obsługi sieci lokalnej o nazwie JUNET, obsługiwanej przez systemu CP/J.
Dyrektywa ta ma następującą postać: JUNET.
Przed rozpoczęciem pracy sieciowej wymagana jest instalacja i konfiguracja sieci JUNET, zleceniem INSTAL. Zwykła sesja sieciowa, uruchamiana z dyskietki systemowej, na której zainstalowano i skonfigurowano sieć, nie wymaga czynności przygotowawczych, poza resetem komputerów, jeżeli pracowały wcześniej jako niezależne stacje lokalne. Wydanie tego zlecenia powinno nastąpić po załadowaniu systemu CP/J na komputerze nauczycielskim. Po wydaniu zlecenia, system CP/J rozsyłany jest do komputerów uczniowskich. Na komputerze nauczycielskim i uczniowskich stacjach roboczych wyświetlany jest ekran powitalny. Po załadowaniu systemów:
- na komputerach uczniowskich dostępny jest system CP/J do pracy
- na komputerze nauczycielskim dostępny jest interfejs programu JUNET, umożliwiający wydawanie zleceń sieciowych (poleceń programu JUNET).

Polecenia programu JUNET wydaje się za pomocą pojedynczych liter, wyróżnionych na liście dostępnych poleceń, wyświetlanej na ekranie komputera. Polecenia JUNET są podzielone na grupy funkcjonalne ułatwiające pracę:
- dyski
  - Katalog – wyświetlanie katalogu dyskietki lub katalogów dyskietek, dla jednego lub wielu użytkowników
  - Zmiana – polecenie wydawane przed zmianą dyskietki w napędzie, w celu zamknięcia otwartych przez użytkowników sieciowych plików
- pliki
  - Wyświetlanie – wyświetlenie pliku tekstowego dowolnego użytkownika
  - Drukowanie – drukowanie oraz ustawienia drukowania
- funkcje sieciowe
  - Ekran użytkownika – wyświetlenie na komputerze nauczycielskim ekranu komputera dowolnego użytkownika
  - Nadanie komunikatu – wysłanie komunikatu tekstowego do użytkownika, grupy lub wszystkich użytkowników
  - Rozesłanie programu – rozesłanie programu do stacji roboczych, wybranej grupy lub wszystkich
  - Rozesłanie systemu – rozesłanie systemu, stosowanie niezbędne tylko, gdy nastąpi reset jednego lub kilku komputerów
- użytkownicy
  - Aktualna konfiguracja – wyświetlenie aktualnej konfiguracji użytkowników
  - Identyfikatory – zmiana identyfikatorów użytkowników, listy użytkowników mogą być pamiętane w plikach
  - Odłączanie – odłączenie (logiczne) użytkownika od sieci
  - Przyłączanie – przyłączenie(logiczne) użytkownika do sieci
- Tryb lokalny – wyłączenie programu JUNET i przejście do pracy lokalnej, od tego momentu nie można już, także na komputerach uczniowskich, użytkować sieci.